# Fălciu
Fălciu – wieś w Rumunii, w okręgu Vaslui, w gminie Fălciu. W 2011 roku liczyła 2245 mieszkańców.